# Tōgane
Tōgane (jap. 東金市, -shi) ist eine Stadt der Präfektur Chiba im Osten von Honshū, der Hauptinsel von Japan.

## Geographie
Tōgane liegt östlich von Chiba.

## Geschichte
Tōgane erhielt am 1. April 1954 das Stadtrecht.

## Verkehr
- Straße:
  - Nationalstraßen 126, 128, 409
- Zug:
  - JR Tōgane-Linie

## Städtepartnerschaften
- Rueil-Malmaison, Frankreich

## Angrenzende Städte und Gemeinden
- Chiba
- Yachimata
- Sammu

## Persönlichkeiten
- Kazuki Nagasawa (* 1991), Fußballspieler
- Tatsuya Kumagai (* 1992), Fußballspieler